# Collaboration (альбом Хелен Меррилл и Гила Эванса)
Collaboration — студийный альбом американской певицы Хелен Меррилл, записанный при участии аранжировщика Гила Эванса и выпущенный в 1988 году на лейбле EmArcy Records.

## Об альбоме
С почти идентичным репертуаром записанных песен — хотя и в другом порядке — и в соответствии с оригинальными партитурами Эванса, это перезапись их предыдущего сотрудничества тридцатилетней давности, альбома Меррилл Dream of You, выпущенного в 1957 году также на EmArcy. Единственное исключение — вступительная песня «Summertime» из «Порги и Бесс», которую Эванс записал с Майлзом Дэвисом в 1958 году, она заменяет «You’re Lucky to Me». Как и Dream of You, Collaboration был записан на трёх последовательных сессиях звукозаписи, каждая в разном составе, одна с деревянными духовыми и тромбоном для большинства песен, с участием сопрано-саксофониста Стива Лейси на двух треках, одна сессия с духовыми, другая со струнной секцией и деревянными духовыми.

## Отзывы критиков
| Оценки критиков                            | Оценки критиков |
| Источник                                   | Оценка          |
| ------------------------------------------ | --------------- |
| AllMusic                                   | [ 2 ]           |
| The Encyclopedia of Popular Music          | [ 3 ]           |
| MusicHound Jazz: The Essential Album Guide | [ 4 ]           |
| The Rolling Stone Jazz & Blues Album Guide | [ 5 ]           |

В журнале Billboard отметили: «Действительно, это редкость, когда классический альбом, созданный в 1956 году в сотрудничестве между джазовым стилистом Меррилл и покойным великим аранжировщиком, заменяется новой технологией, в данном случае цифровой записью. Недавние выступления Меррилл в ночных клубах были высоко оценены критиками, и это мнение подтверждается датой записи в августе 1987 года (Эванс умер в
марте)». Рецензент журнала Cash Box назвал альбом «прекрасным сотрудничеством». Крис Альбертсон из Stereo Review отметил разницу между предыдущей записью и этой: Вокальная подача Меррилл стала более совершенной, а передовые технологии записи выявляют детали этих великолепных аранжировок Эванса, которые были просто утрачены на более ранних лентах. Он также отметил, что показателем его таланта является то, что сегодня аранжировки кажутся такими же свежими, как и летом 56-го, а сочетание мягкого, пластичного голоса Меррилл и богатого оркестрового мастерства Эванса делает это «Сотрудничество» чрезвычайно полезным для прослушивания.
Скотт Яноу из AllMusic написал об альбоме: «Вместо того, чтобы просто воссоздавать альбом, в этом проекте Эванс написал новые аранжировки, используя три совершенно разных десятка произведений: одно с квинтетом деревянных духовых, другое с шестью духовых и третье с пятью струнами. Этот вдохновенный выход, один из самых полезных за последние годы Хелен Меррилл, был также одним из последних замечательных свиданий Эванса и одним из немногих классических произведений после 1972 года. Меррилл была в превосходной форме с такими номерами, как „Where Flamingos Fly“, „A New Town Is a Blue Town“, „By Myself“ и „Anyplace I Hang My Hat Is Home“. Настоятельно рекомендуемый компакт-диск».

## Список композиций
1. «Summertime» (Джордж Гершвин, Дюбоз Хейуорд) — 4:27
2. «Where Flamingos Fly» (Джон Бенсон Брукс, Гарольд Курлендер, Элтея Пил) — 3:07
3. «Dream of You» (Сай Оливер, Джимми Лансфорд, Майкл Моралес)) — 2:51
4. «I’m a Fool to Want You» (Джоэл Херрон, Джек Вулф, Фрэнк Синатра) — 4:30
5. «Troubled Waters» (Артур Джонстон, Сэм Кослоу) — 3:26
6. «I’m Just a Lucky So and So» (Дюк Эллингтон, Мак Дэвид) — 3:09
7. «People Will Say We’re in Love» (Ричард Роджерс, Оскар Хаммерстайн II) — 2:49
8. «By Myself» (Артур Шварц, Говард Дитц) — 3:38
9. «Any Place I Hang My Hat Is Home» (Гарольд Арлен, Джонни Мерсер) — 4:55
10. «I’ve Never Seen» (Дон Маркотт) — 4:19
11. «He Was Too Good to Me» (Ричард Роджерс, Лоренц Харт) — 3:15
12. «A New Town Is a Blue Town» (Джерри Росс, Ричард Адлер) — 3:35

## Участники записи
- Баритон-саксофон — Дэнни Бэнк (3, 7, 8)
- Бас-гитара — Бастер Уильямс
- Бас-кларнет — Роджер Розенберг (12)
- Бас-кларнет, фагот — Уолли Кейн (1, 2, 6, 9)
- Бас-тромбон — Дэйв Тейлор (3, 7, 8)
- Виола — Гарольд Колетта (4, 5, 10, 11), Теодор Израэль (4, 5, 10, 11)
- Виолончель — Джесси Леви (4, 5, 10, 11)
- Вокал — Хелен Меррилл
- Гитара — Джо Бек (1, 2, 3, с 6 по 9, 12), Джо Берлинер (2, 5, 10, 11)
- Деревянные духовые — Фил Боднер (4, 5, 10, 11)
- Дирижер, аранжировщик — Гил Эванс
- Звукорежиссёр — Ребекка Эверетт
- Звукорежиссёр, запись, сведение — Том Лазарус
- Продюсер — Хелен Меррилл, Киёси Кояма
- Сопрано-саксофон — Стив Лейси (1, 9)
- Сопрано-саксофон, альт-саксофон, флейта-пикколо — Крис Хантер (3, 7, 8)
- Тромбон — Джимми Кнеппер (1, 2, 3, с 6 по 9, 12)
- Труба — Лью Солофф (3, 7, 8)
- Труба, флюгельгорн — Шунзо Оно (3, 7, 8)
- Скрипка, альт — Ламар Олсоп (4, 5, 10, 11)
- Скрипка, скрипичный тенор — Гарри Лукофски (4, 5, 10, 11)
- Ударные — Мел Льюис
- Флейта, альт-флейта, бас-кларнет — Фил Боднер (1, 2, 6, 9, 12)
- Флейта, бас-кларнет — Дэнни Бэнк (1, 2, 6, 9, 12)
- Флейта, кларнет, гобой — Крис Хантер (1, 2, 6, 9, 12)
- Флейта, сопрано-саксофон — Джерри Доджион (1, 2, 6, 9, 12)
- Фортепиано, клавишные — Гил Гольдштейн